# Кировский район (Самара)
Ки́ровский райо́н — один из внутригородских районов города Самары.
Занимает северо-восточную часть территории городского округа Самара и граничит с Промышленным и Красноглинским районами городского округа и Волжским сельским районом Самарской области.
Район является одним из крупнейших в городе Самаре (87,5 км²), обладая мощным экономическим, научным и инженерно-техническим потенциалом, творческими достижениями и традициями. В районе размещаются предприятия ряда отраслей промышленности, в том числе: цветная металлургия, машиностроение и металлообработка, производство подшипников, сборных железобетонных изделий и металлоконструкций, стройматериалов, а также мебельное и пищевое производство. Численность населения района — 228,4 тыс.чел. (с учётом миграционных процессов).
Район ограничен: улицами Земеца, Краснодонской, Физкультурной, проспектом Кирова, набережной реки Волги, 9 просекой, Барбошиной поляной, 18 км Московского шоссе, Орловым оврагом, восточной границей посёлка Аэропорт-2 и посёлка Зубчаниновка, набережной реки Самара.

## История
Осенью 1941 года из Москвы, Воронежа, Смоленска на пустующие земли к югу и юго-востоку от железнодорожной станции Безымянка были эвакуированы крупные предприятия, перед которыми была поставлена задача по выпуску продукции, необходимой фронту. Это и было началом образования Кировского района. Подробнее см. в статье Безымянка.
Кировский район города Куйбышев был образован в соответствии с Указом Президиума Верховного Совета РСФСР от 13.03.1942 № 619/29 за счет разукрупнения Молотовского городского района. В состав Кировского района вошла также территория Зубчаниновского сельского Совета Молотовского сельского района Куйбышевской области (посёлок Зубчаниновка).
В 1952 году часть территории Кировского района была выделена в самостоятельный Красноглинский район.

## Население
| 1959     | 1970     | 1979     | 1989     | 2002     | 2010     | 2012     | 2013     | 2014     |
| -------- | -------- | -------- | -------- | -------- | -------- | -------- | -------- | -------- |
| 195 150  | ↗264 678 | ↘252 973 | ↗262 065 | ↘235 846 | ↘228 908 | ↗228 939 | ↘226 653 | ↘225 832 |
| 2015     | 2016     | 2017     | 2018     | 2019     | 2020     | 2021     |          |          |
| ↗225 852 | ↗225 890 | ↘225 559 | ↗225 640 | ↘224 901 | ↘224 889 | ↘218 857 |          |          |

## Жилой фонд

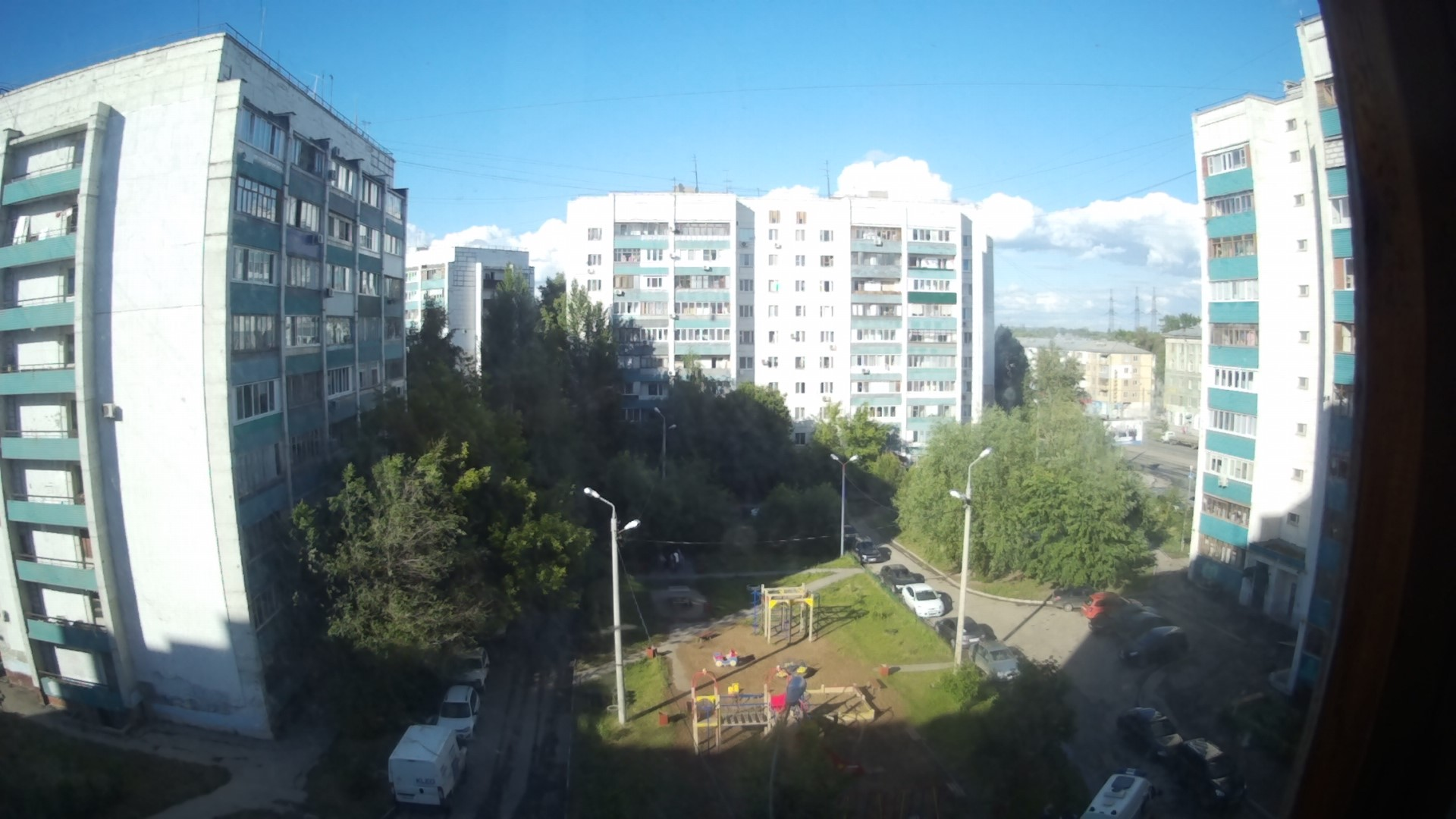
Девятиэтажки на ул.Победы

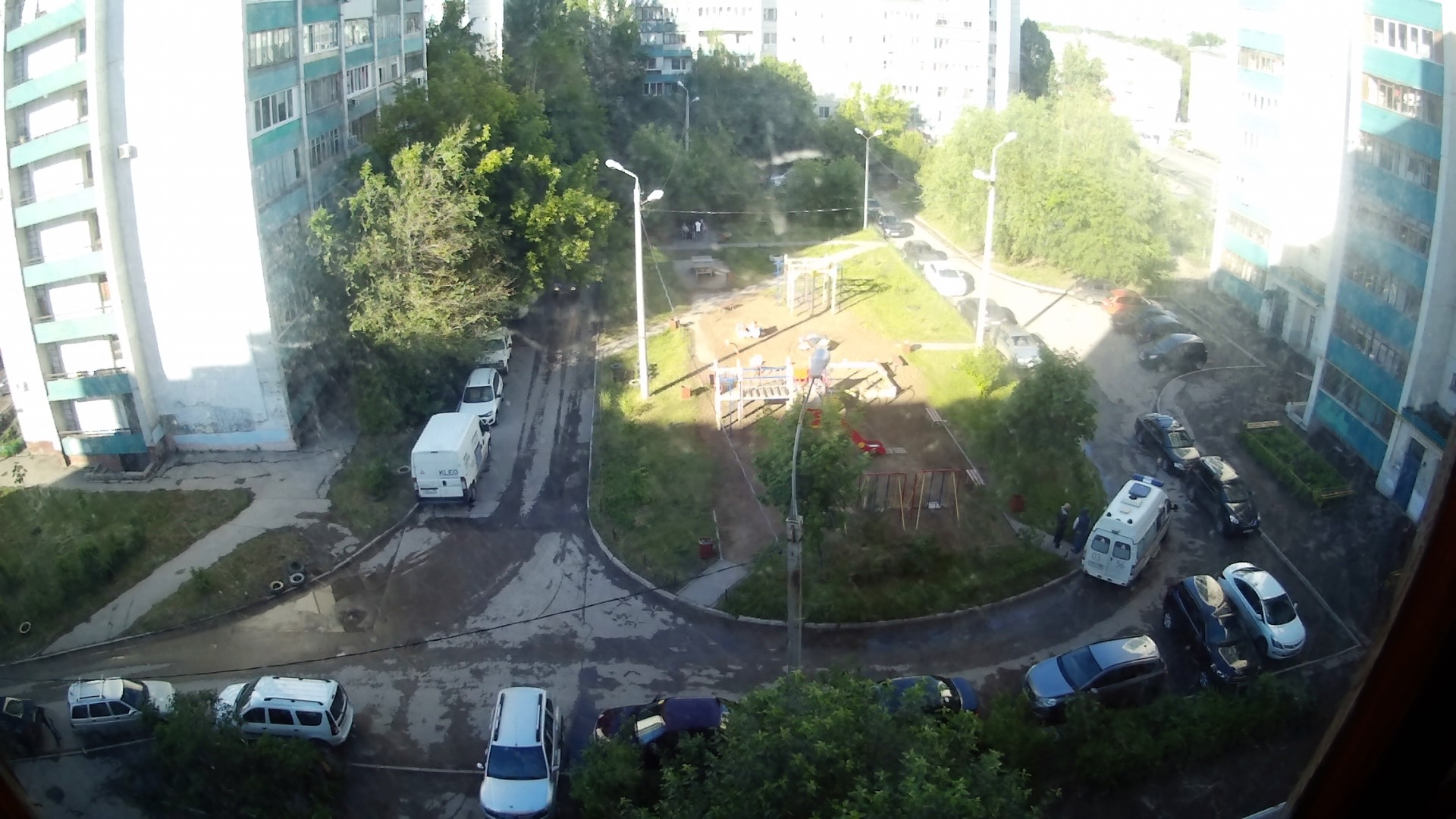
Ул. Советская дом 3. Вид с Балкона

На территории Кировского района расположено 8579 домов, из них:
- муниципальных — 1366
- ведомственных — 39
- общежитий — 33
- ЖСК, ТСЖ — 97 домов (из них ТСЖ — 76, ЖСК — 21)
- частный сектор- 7044

Ветхий жилищный фонд Кировского района — 1366 домов, по годам постройки:
- муниципальных — 319 домов
- ведомственных — 5 домов.

Муниципальный жилищный фонд Кировского района — 1366 дома, по годам постройки:

до 1917 г. — 4 дома

с 1935—1939 гг. — 7 домов 

с 1940—1949 гг.- 145 домов

с 1950—1959 гг.- 429 домов

с 1960—1969 гг.- 245 домов

с 1970—1979 гг.- 334 дома

с 1980—1989 гг.- 145 дома

с 1990—1999 гг.- 55 дома

с 2000—2005 г.- 2 дома

## Интересные факты и легенды
- Одна из старейших школ Кировского района — школа № 98 расположена в посёлке Зубчаниновка. Все выпускники 1941 года сразу же после получения аттестатов во главе с директором школы Михаилом Бушмановым ушли на фронт. Многие из них не вернулись. 23 выпускника школы занесены в книгу Памяти Самарской области.[17]
- Самолёт с первым космонавтом планеты Юрием Гагариным произвёл посадку на аэродроме «Безымянка», когда он прибыл в Куйбышев (ныне Самара) 12 апреля 1961 года для отдыха и восстановления здоровья после полёта в космос.
- Именно с Кировского района было начато строительство Самарского метро[уточнить].
- В 1969—1970 годах в Куйбышеве, в основном на территории Кировского района, совершил ряд убийств серийный убийца—маньяк  Серебряков Б. Е. (в 1970 году арестован, приговорён судом к высшей мере наказания, в 1971 году расстрелян).

## Промышленность
На территории района расположены:

### Предприятия машиностроения, металлургии и металлообработки
- АО «РКЦ „Прогресс“» — одно из ведущих предприятий российской ракетно-космической промышленности, производитель ракет-носителей семейства «Союз», космических аппаратов различного назначения.
- ОАО «Авиакор — авиационный завод» — самарский авиационный завод, производитель самолётов семейств Ту-154 (один из самых массовых самолётов граждансккой авиации РФ и СНГ) и Ту-95 (тяжёлый дальний бомбардировщик-ракетоносец).
- Закрытое акционерное общество «Алкоа СМЗ» — металлургический завод[18]
- ООО «Завод приборных подшипников»

На «Авиакоре» и «Прогрессе» выпускались самолёты, вошедшие в летопись не только отечественной, но и мировой авиации. В память о тяжёлых военных годах, о самоотверженном труде рабочих и служащих завода Безымянки на пересечении Московского шоссе и проспекта Кирова установлен памятник штурмовику Ил-2, который фашисты окрестили «Чёрная смерть».

### Предприятия строительных материалов
- ОАО «Железобетон»
- ООО «Домостроительный комбинат № 1»
- ООО «Легкий керамзит»
- ООО «Керамзит ЛТД»
- ФГУП «ПП ЖБИ и СМР» (Предприятие производства железобетонных изделий и строительно-монтажных работ)
- 1245 УНР филиала ФГУП «Управление обустройства войск Минобороны России»

### Предприятия пищевой промышленности
- ОАО «Самарский хлебозавод № 5»
- Кондитерское объединение «Россия»
- ООО «Самарарыбхоз»

Завод «Кока-Кола» в Самаре

- ООО «Кока-Кола НВС Евразия» филиал в г. Самаре
- ЗАО «Чистая вода»

### Предприятия мебельной промышленности
- ОАО «Авиакор-мебель»
- ООО «Эдем-Самара-1»

### Предприятия электроэнергетики
- ОАО «Волжская территориальная генерирующая компания» — филиал «Самарская ТЭЦ»

На восточной окраине района расположены аэродром «Безымянка» и аэропорт «Смышляевка».

## Экономика
По данным Единого государственного реестра предприятий и организаций всех форм собственности и хозяйствования (ЕГРПО) на 01.01.2008 год зарегистрированных хозяйствующих субъектов всех отраслей экономики (предприятий, организаций, их филиалов и других обособленных подразделений) по Кировскому району составило 6463 единиц (на 14,7 % больше показателя предыдущего года).
Наибольшее количество зарегистрированных субъектов экономики наблюдается:
по отраслям экономики — торговля и общественное питание;
по формам собственности — частная форма собственности;
по видам экономической деятельности — оптово-розничная торговля, ремонт автотранспорта и бытовых изделий;
по организационно-правовым формам — общества с ограниченной ответственностью.

## Образование
Среднее — специальные учреждения — 4, в том числе:
- Самарский техникум городского хозяйства и строительных технологий — 1850 чел.;
- Самарский техникум промышленных технологий — 706 чел.
- Самарский металлургический техникум — 1804 чел.
- Самарский техникум космического машиностроения — 660 чел.

Школы — 34, из них:
муниципальные — 31, в том числе вечерняя сменная школа № 8 (419 учащихся).
В них обучается — 19710 чел.
областные — 3:
- МСКОУ школа-интернат № 71 для обучающихся, воспитанников с отклонениями в развитии — 131 чел. (ул. Литвинова,272);
- МСКОУ школа-интернат № 113 для обучающихся, воспитанников с отклонениями в развитии — 166 чел. (ул. Литвинова,272);
- ГОУ специальная (коррекционная) школа-интернат № 158 для детей-сирот и детей, оставшихся без попечения родителей с отклонениями в развитии — 112чел. (ул. Майская,47).

Детские сады — 32, в том числе:
муниципальные — 31;
ведомственные — 1: МДОУ № 393 (ОАО «Моторостроитель», ул. Ставропольская,163А).
Численность детей дошкольного возраста, посещающих МДОУ района — 6918 чел.
Учреждения дополнительного образования детей — 13.
Учреждения для детей, оставшихся без попечения родителей — 6:
- Социальный приют для детей и подростков «Ровесник» (ул. Марии Авейде, 29);
- ГУ Областной центр социальной помощи семье и детям (ул. Пугачевская,27);
- ГУ Самарской области Областной центр усыновления, опеки и попечительства (пр. К.Маркса,448А);
- ГУ Областной центр социальный приют для детей и подростков «Надежда» (ул. Георгия Димитрова,48);
- Самарский пансионат № 1 для детей-инвалидов (детский дом-интернат для умственно-отсталых детей) (ул. Дальневосточная,99);
- МУ для детей-сирот и детей, оставшихся без попечения родителей, детский дом № 1 — 98 чел. (18 км Московского шоссе).

## Здравоохранение
На территории Кировского района расположены 9 медицинских учреждений, в том числе:
муниципальных — 5, из них:
- ММУ «Городская больница № 8» (ул. Мирная, 169).

В состав входят поликлиника, женская консультация, стационар на 240 коек.
- ММУ МСЧ № 5 (ул. Строителей, 35).

В состав входят поликлиника, женская консультация, стационар на 240 коек.
- ММУ Городская поликлиника № 4 (ул. Физкультурная, 122);
- ММУ Стоматологическая поликлиника № 6 (пр. Юных Пионеров, 141);
- ММУ Детская стоматологическая поликлиника № 2 (ул. Советская ,5).

городских — 1: поликлиническое отделение Городской поликлиники № 1 (18 км Московского шоссе).
областных — 3:
- Самарская Областная Клиническая Больница им. В. Д. Середавина (ул. Ташкентская, 159), стационар на 1640 коек;
- ГУЗ «Самарская областная туберкулезная больница» на 300 коек (ул. Архитектурная, 184);
- Отделение областного психоневрологического диспансера (ул. Ташкентская, 100).

На территории района находятся 3 учреждения санаторного типа:
- ЗАО «Санаторий Металлург» (ул. Енисейская, 62А);
- ООО "Центр отдыха и профилактической медицины Санаторий «Самарский» (Барбошина поляна, 9-я просека);
- ФГУП Санаторий «Можайский» (Студёный овраг, 3 линия, 34А).

## Достопримечательности и места отдыха
В районе существует несколько мест для массового отдыха:
- «Парк имени 50-летия Октября» (разговорное название - «Парк Металлургов»), непосредственно примыкающий к стадиону «Металлург». В парке имеется озеро, вокруг которого расположен ряд аттракционов и летних кафе. В парке находится стела с вечным огнём в честь жителей Кировского района, погибших на фронтах Великой Отечественной войне.[19]
- Аллея Трудовой Славы на проспекте Юных Пионеров, представляющая собой архитектурный ансамбль протяженностью 2 километра, увековечивающий трудовую славу жителей Куйбышева (ныне Самары), работавших на заводах Безымянки. Открыта в 1985 году.
- площадь Кирова
- Аквапарк на 18 км Московского шоссе.

## Спорт
В Кировском районе находится несколько стадионов:
- «Металлург»
- «Маяк» (с 2014 года находится в стадии реконструкции)
- «Восход»
- «Звезда»

29 августа 2008 года было принято решение о строительстве в городе Самара нового стадиона на 40—45 тысяч мест. Предполагалось, что он появится на территории Кировского района на участке, ограниченном улицами Ташкентской, Алма-Атинской и Московским шоссе. Однако из-за наличия на данном участке карстовых грунтов, место строительства стадиона было изменено. Также было принято решение о начале реконструкции стадиона «Металлург».

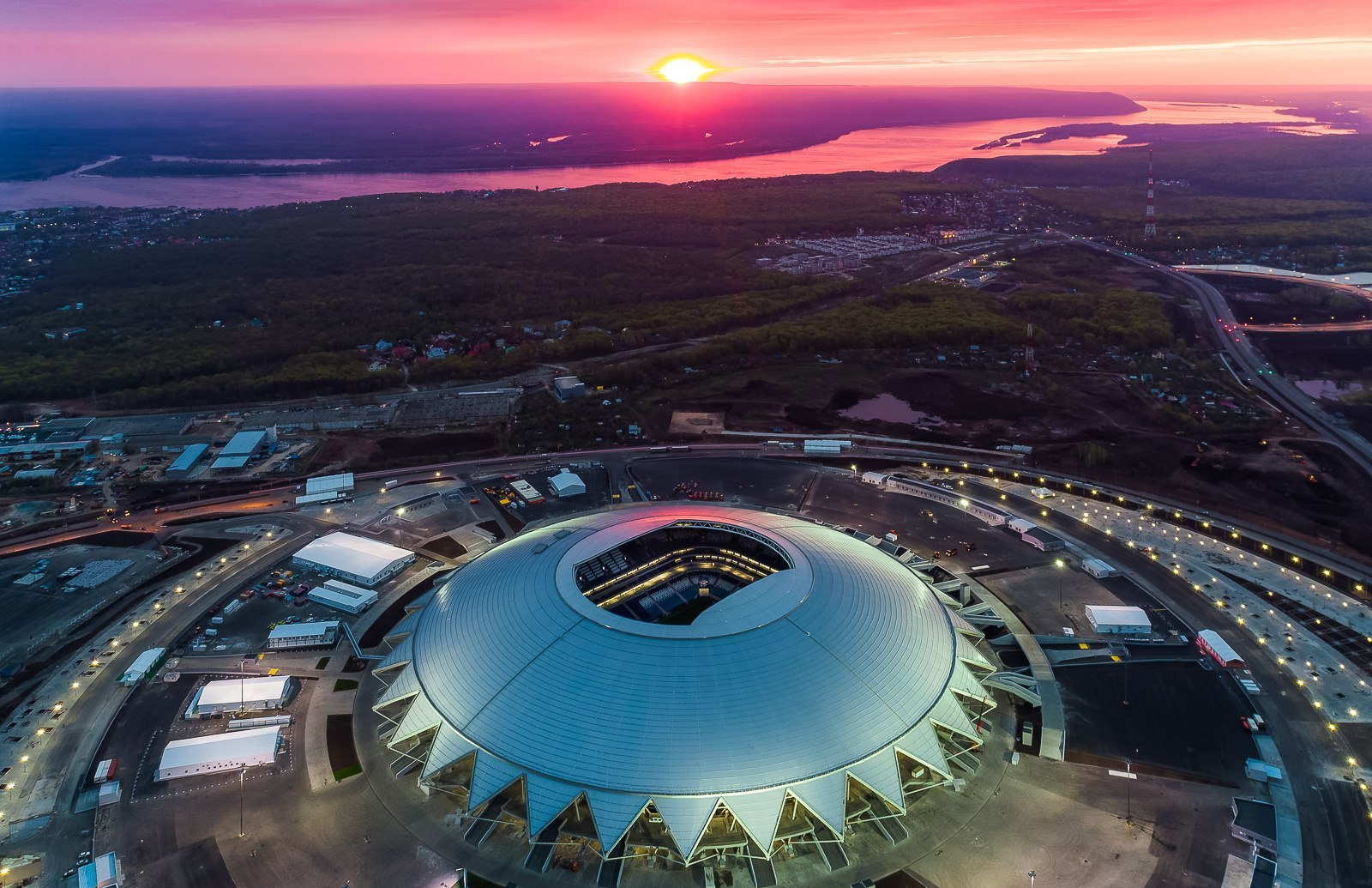
Стадион «Самара Арена»

В июле 2014 года премьер-министром РФ утверждён проект строительства стадиона «Самара Арена» расположен в северо-западной части Самары, в границах Московского и Волжского шоссе, улиц Дальняя и Арена 2018 — на участке «Радиоцентра» в Кировском районе Самары.
21 июля 2014 года капсулу[уточнить] в основание будущего стадиона торжественно заложил президент России Владимир Путин.